# Авізо
 Аві́зо  (від італ. avviso) — у банківській, комерційній, бухгалтерській практиці — офіційне письмове повідомлення одного контрагента іншому про здійснення розрахункових операцій або про зміни у взаєморозрахунках чи відправці товарів; повідомлення про перерахунки грошей (зняття з рахунку тощо), залишки коштів на рахунку, про відкриття акредитива. 
Залежно від характеру операцій авізо бувають дебетові і кредитові. В А. зазначаються його номер, дата, характер виконаної операції, сума, номер рахунку платника й організації, котра одержує кошти тощо. У банківській практиці найчастіше застосовується у взаємних розрахунках так зване МФО авізо. СМФО — міжфіліальний оборот. Таке авізо є розпорядженням однієї установи банку іншій здійснити банківські операції (перерахувати на рахунки клієнтів кошти), або списати з його рахунку відповідні суми. Для оптимізації операцій застосовуються зведені авізо, складені на підставі багатьох розрахункових документів.
Авізувати — офіційно повідомляти клієнта про проведені банком (бухгалтерією) грошові операції на його рахунку.